# آرثر أحمد
آرثر أحمد (بالإنجليزية: Arthur Ahmed)‏ هو سياسي غاني، ولد في 30 مارس 1970. في الانتخابات العامة الغانية 2016، انتخب عضو البرلمان السابع لجمهورية غانا الرابعة ‏ عن دائرة Okaikwei South ‏ وقد انضم خلال فترته النيابية ‏ (7 يناير 2017 – ) للكتلة البرلمانية الحزب الوطني الجديد ‏.